# Centromerus fuerteventurensis
Centromerus fuerteventurensis là một loài nhện trong họ Linyphiidae.
Loài này thuộc chi Centromerus. Centromerus fuerteventurensis được Jörg Wunderlich miêu tả năm 1992.